# 菲尼克斯 (惡魔)
菲尼克斯（Phenex，也拼為 Pheynix、Phoenix 或 Phoeniex），所羅門七十二柱魔神的其中一名。为所羅門王72柱魔神中排第37位的魔神，位階為侯爵，統帥20個師團。在惡魔學裡，就像納貝流士一樣，是異族神話被漸漸轉化成惡魔的。
菲尼克斯原本是阿拉伯神話中的不死鳥。他的外形常被敘述成全身如同火燄般燃燒的鳳凰、或是美麗的小型鳥。聲音部分據說是天籟，有如小孩子般。可以變化為人形，但聲音會變的不堪入耳的沙啞。菲尼克斯是地獄的一個了不起的候爵（被賦予「不死侯」的稱號），有二十支惡魔軍隊服從他的命令。他教導所有美妙的科學，是一位優秀詩人，非常服從使用魔法者的要求。菲尼克斯希望在1,200年以後返回到天堂，但他所希望的結果是一場騙局。與馬可西亞斯一樣，在等待1,200年後的第七王座的君王輪迴，以重返天界，出身是座天使。天性善良溫和，能力是使人在文藝或詩詞上可以擁有才華。

## 参看
- 不死鳥
- 所羅門的小鑰匙